# 전북특별자치도교육청군산학생교육문화관
전북특별자치도교육청군산학생교육문화관은 전북특별자치도 군산시 조촌동 소재의 도서관이다.

## 연혁
- 1993. 10. 07 - 군산학생종합체육관 준공
- 1998. 11. 09 - 군산학생종합회관 본관 준공
- 1999. 01. 16 - 전라북도교육청행정기구설치조례 제정 (전라북도군산교육청 소속기관)
- 1999. 10. 30 - 군산학생종합회관 개관
- 2001. 03. 07 - 군산지역 평생학습관 지정
- 2003. 01. 11 - 전라북도교육청행정기구설치조례 개정(전라북도교육청 직속기관)
- 2007. 01. 01 - 전라북도교육청행정기구설치조례 개정(군산교육문화회관으로 기관명칭 변경)
- 2011. 01. 01 - 제11대 양진욱관장취임
- 2011. 09. 01 - 전라북도교육청행정기구설치조례 개정(대야공공도서관 편입)
- 2012. 01. 01 - 제12대 이성진관장취임
- 2012. 07. 01 - 제13대 서성대관장취임
- 2013. 01. 01 - 제14대 이재덕관장취임